# Flirting
Flirting is een Australische coming of age comedy-dramafilm uit 1991,  geschreven en geregisseerd door John Duigan. De hoofdrollen worden vertolkt door Noah Taylor, Thandiwe Newton en Nicole Kidman. Het verhaal draait om een romance tussen twee tieners. Noah Taylor kruipt opnieuw in de rol van Danny Embling, het hoofdpersonage uit Duigans film The Year My Voice Broke uit 1987.
Flirting is het tweede deel van een onvoltooide trilogie van autobiografische films van Duigan. De film werd gemaakt door Kennedy Miller Studios, die ook de Mad Max-films maakte. De film won in 1990 de Australian Film Institute Award voor "beste film", net als The Year My Voice Broke in 1987.

## Verhaal
In de hoop dat hij geen crimineel wordt is Danny, een onhandige, onderontwikkelde 17-jarige, door zijn ouders naar St. Albans gestuurd, een kostschool voor jongens in het landelijke New South Wales. Het is 1965 en het is alweer een tijdje geleden dat Danny een romantische relatie met een meisje heeft gehad. Danny is het mikpunt van grappen vanwege zijn stotteren en lange neus (waarom hij de bijnaam "Bird" heeft gekregen). Zijn enige vriend is Gilbert.
Tijdens een rugbywedstrijd op school ontmoet hij Thandiwe, de dochter van een Oegandese vader en een Keniaans-Britse moeder, en raakt hij langzaam aangetrokken tot haar. Ze zit op het meisjescollege Cirencester Ladies' College aan de overkant van het meer, terwijl haar vader, een politieke activist, les geeft aan de universiteit in Canberra. Later ontmoeten ze elkaar tijdens een debat tussen de twee scholen en in het geheim tijdens een schoolfeest. Ze wordt gestraft omdat ze het feest zonder toestemming verlaat en krijgt klusjes van de prefect, Nicola. Thandiwe raakt later bevriend met Melissa en Janet.
Gedurende het schooljaar ontstaat er een ontluikende romance tussen hen, ondanks de strenge regels die hen worden opgelegd zoals raciale politiek en sociale conventies (Thandiwe wordt door de schoolleiding vaak beschouwd als rebels en openlijk seksueel). Na de musicalvoorstelling stelt Danny zijn ouders voor aan Thandiwe en haar ouders. Later besluiten ze terug te keren naar Oeganda vanwege de politieke onrust daar. Al snel besluit Thandiwe ook terug te keren en liegt ze over haar werkelijke vertrekdatum om de nacht met Danny in een motel door te brengen. Ze worden ontdekt, wat leidt tot zijn uitsluiting op school. Thandiwe schrijft hem regelmatig vanuit Oeganda, maar na verloop van tijd arriveren er geen brieven meer. Op een dag komt er een brief uit Nairobi waarin staat dat ze daar eindelijk veilig is.

## Rolverdeling
| Acteur           | Personage          | Opmerkingen        |
| ---------------- | ------------------ | ------------------ |
| Noah Taylor      | Danny Embling      |                    |
| Thandiwe Newton  | Thandiwe Adjewa    | als Thandie Newton |
| Nicole Kidman    | Nicola Radcliffe   |                    |
| Bartholomew Rose | 'Gilby' Fryer      |                    |
| Marshall Napier  | Mr. Rupert Elliott |                    |
| Kym Wilson       | Melissa            |                    |
| Naomi Watts      | Janet              |                    |
| Les Hill         | Greg Gilmore       | als Leslie Hill    |
| Judi Farr        | Shella Embling     |                    |
| Femi Taylor      | Letitia Adjewa     |                    |

## Prijzen en nominaties
| Jaar | Prijs        | Categorie                             | Genomineerde                              | Resultaat   |
| ---- | ------------ | ------------------------------------- | ----------------------------------------- | ----------- |
| 1990 | AACTA Awards | Best Film                             | Terry Hayes, Doug Mitchell, George Miller | Gewonnen    |
| 1990 | AACTA Awards | Best Achievement in Editing           | Robert Gibson                             | Gewonnen    |
| 1990 | AACTA Awards | Best Achievement in Production Design | Roger Ford                                | Gewonnen    |
| 1990 | AACTA Awards | Best Achievement in Sound             | Antony Gray, Ross Linton, Phil Judd       | Genomineerd |
| 1990 | AACTA Awards | Best Actor in Supporting Role         | Bartholomew Rose                          | Genomineerd |
| 1990 | AACTA Awards | Best Achievement in Cinematography    | Geoff Burto                               | Genomineerd |

## Trivia
- Flirting is een van de laatste keren dat Nicole Kidman in een in Australië geproduceerde film te zien was voordat ze haar overstap naar Hollywood maakte.
- Actrice Thandiwe Newton zei later dat Duigan haar vanaf haar auditie op 16-jarige leeftijd gemanipuleerd en seksueel misbruikt had.[3]